# Musée Marc-Chagall (Nice)
Pour les articles homonymes, voir Musée Marc-Chagall.
Le musée Marc-Chagall (ou musée national du message biblique Marc-Chagall) est un musée national consacré à l'œuvre du peintre Marc Chagall – essentiellement celle d'inspiration religieuse – et situé à Nice dans les Alpes-Maritimes.

## Histoire et collections
Créé du vivant de l'artiste, avec le soutien du ministre de la Culture André Malraux, et inauguré en 1973, le musée est aussi connu comme le « musée national message biblique Marc-Chagall » car il abrite la série de dix-sept toiles illustrant le message biblique, peintes par Chagall et offertes à l'État français en 1966. Cette série illustre la Genèse, l’Exode et le Cantique des Cantiques.
Mais au fur et à mesure, les collections s'enrichissant, ce qui était un musée thématique illustrant le message biblique est devenu un véritable musée monographique dédié à l'œuvre d'inspiration religieuse et spirituelle de Chagall. En 1972, le peintre donne au musée toutes les esquisses préparatoires du Message biblique ainsi que des vitraux et des sculptures, et en 1986, le musée acquiert par dation, la suite complète des esquisses et gouaches réalisées pour l’Exodus ainsi que dix autres peintures, dont fait partie le triptyque Résistance, Résurrection, Libération. D'autres acquisitions sont venues compléter les collections du musée qui possède aujourd'hui l'un des plus grands ensembles d'œuvres de Marc Chagall.

## Liste des œuvres
- La Sainte famille ou Le Couple, huile sur toile de jute, 91 × 103 cm, 1909[2]
- L'Atelier, huile sur toile, 60,4 × 73 cm, 1910-1911[3]
- Autoportrait, dessin, 1915[4]
- La Bible : Abraham et Isaac en route vers le lieu du sacrifice, gouache, 62 × 48,5 cm, 1931
- Résurrection, huile sur lin, 168,3 × 107,7 cm, 1937
- Le Cirque bleu, huile sur lin, 232,5 × 175,8 cm, 1950 ou 1952
- Le Roi David, huile sur lin, 198 × 133 cm, 1951
- L'Exode, huile sur lin, 130 × 162,3 cm, 1952-1966
- Abraham et les trois anges, huile sur toile, 190 × 292 cm, 1960-1966[5]
- L'Arche de Noé, huile sur toile, 236 × 234 cm, 1961-1966

## Expositions temporaires
- Denis Castellas, juin-octobre 2014[6].
- Makiko Furuichi, janvier-avril 2023[7].